# Paravespula rufa
Paravespula rufa är en stekelart. Paravespula rufa ingår i släktet Paravespula och familjen Eumenidae. Utöver nominatformen finns också underarten P. r. schrenckii.